# Слободка (Житьёвское сельское поселение)
Слободка — деревня в Сямженском районе Вологодской области.
Входит в состав Житьёвского сельского поселения, с точки зрения административно-территориального деления — в Житьёвский сельсовет.
Расстояние по автодороге до районного центра Сямжи — 9 км, до центра муниципального образования Житьёва — 7,5 км. Ближайшие населённые пункты — Давыдково, Васильевская, Андреевская.
По переписи 2002 года население — 1 человек.